# هندسة ثنائية الإنطاق
الهندسة ثنائية الإنطاق  (birational geometry)  هي إحدى فروع الهندسة الجبرية التي تتعامل مع هندسة التغيرات الجبرية المعتمدة فقط على حقل الدوال.
الإسهامات الأساسية في الهندسة ثنائية الإنطاق ضمن نطاق ثنائي البعد تم على يد المدرسة الإيطالية للهندسة الجبرية ثم تطورت لتشمل أبعاداً أكثر.

## اقرأ أيضاً
- هندسة جبرية